# Waldemar von Riedel
Waldemar von Riedel (* 19. Oktober 1879 in Metz; † 2. Juni 1945 in Bad Kreuznach) war ein deutscher Offizier und persönlicher Mitarbeiter des Reichspräsidenten Paul von Hindenburg.

## Leben und politische Tätigkeit
Waldemar von Riedel schlug als junger Mann die Karriere eines Berufsoffiziers ein. Als Offizier beim 3. Garde-Regiment zu Fuß lernte er unter anderem Oskar von Hindenburg kennen. Von 1914 bis 1918 nahm Riedel am Ersten Weltkrieg teil. Zum Zeitpunkt seines Ausscheidens aus dem Militärdienst hatte von Riedel den Rang eines Majors erreicht. Aus seiner um 1913 geschlossenen Ehe gingen die Töchter Maria (* 12. Juli 1914) und Ursula (29. Dezember 1919) hervor.
Nach der Wahl Hindenburgs zum zweiten Reichspräsidenten der Weimarer Republik im Mai 1925 wurde von Riedel als Regierungsrat in den Mitarbeiterstab des Reichspräsidenten berufen. Ein Bericht der Weltbühne aus dem Jahr 1934 führte die Ernennung von Riedels auf den Einfluss Kurt von Schleichers zurück, der zu dieser Zeit damit begonnen habe, Vertrauensleute der konservativen Offiziersclique, in deren Mittelpunkt er selbst, Wilhelm Groener und Oskar von Hindenburg standen, in alle wichtigen Ministerien einzuschleusen. Von Riedel sei zumal als „Helfer ins Präsidentenpalais bugsiert“ worden, um dort im Zusammenspiel mit Vertrauensleuten in anderen Ministerien die Außenpolitik von Gustav Stresemann zu torpedieren.
Als persönlicher Referent Hindenburgs hatte Riedel vor allem die Aufgabe, Eingaben und Briefe, die dem Reichspräsidenten zugesandt wurden, zu bearbeiten. Da sein Büro sich in der unmittelbaren Nachbarschaft des Reichspräsidenten befand, bereitete er zudem viele Gäste des Staatsoberhauptes auf ihre Audienzen bei Hindenburg vor. Seine ständige Nähe zum Präsidenten, zu dessen ständigen Begleitern Riedel gehörte, ermöglichte es ihm zudem, beim offiziellen Vortrag oder im zwanglosen Gespräch direkt auf diesen, und somit auf seine politischen Gedanken und Entscheidungen, einzuwirken. Politischen Nutzen schlugen aus diesem Umstand die konservativen Mitarbeiter des Vizekanzlers Franz von Papen in den Jahren 1933/34, um den Reichspräsidenten – der zu dieser Zeit von den Nationalsozialisten systematisch von der Öffentlichkeit abgeschottet wurde – auf dem Umweg über von Riedel über Missstände in Kenntnis zu setzen, die sich seit der Übertragung der Staatsgewalt an die Regierung Hitler im Deutschen Reich eingestellt hatten.
In den neun Jahren, in denen von Riedel von 1925 bis zu Hindenburgs Tod im August 1934 in der Umgebung des Reichspräsidenten tätig war, wurde er bis zum Ministerialdirektor befördert.
Von Riedel starb kurz nach dem Ende des Zweiten Weltkrieges im Alter von 65 Jahren im amerikanischen Gefangenenlager Bad Kreuznach. Er ist begraben auf der Kriegsgräberstätte in Bad Kreuznach-Lohrer Wald.